# Diospyros pseudoxylopia
Diospyros pseudoxylopia là một loài thực vật có hoa trong họ Thị. Loài này được Mildbr. mô tả khoa học đầu tiên năm 1927.